# Daniel Le Comte
Pour les articles homonymes, voir Lecomte.
Pour les articles ayant des titres homophones, voir Lecompte et Leconte.
Daniel Le Comte (parfois orthographié Daniel Lecomte), né le 1er décembre 1928 à Lille et mort le 3 juin 2010 à Paris, est un auteur et réalisateur de programmes télévisuels et de films culturels. Passionné d'art contemporain, il a réalisé plusieurs documentaires sur ce sujet. Il a créé l'émission télévisée culturelle Ombre et Lumière.

## Filmographie
Fictions de télévision
- 1959 : Quand les fleuves changent de chemin, avec Serge Reggiani
- 1969 : Série Allô Police épisode Retour à l'envoyeur
- 1970 : Tout spliques étaient les Borogoves, avec Éric Damain
- 1974 : Le Juge et son bourreau, avec Charles Vanel
- 1976 : Destinée de Monsieur de Rochambeau, avec Marc Cassot, sur le comte de Rochambeau

Documentaires
- 1953 : Malgovert, sur le Percement de la galerie de Malgovert, coréalisation avec Georges Rouquier, 41 minutes et 30 secondes
- 1958 : Soleil de Pierre, avec la voix de Jean Desailly
- 1958 : Marchands de riens, avec la voix de Jean Desailly
- 1962 : Chou, hibou, caillou, avec la voix de Jean Desailly
- 1969 : La Tour de Gustave Eiffel, série Ombre et lumière, noir et blanc, 44 minutes, avec la voix de François Chaumette
- 1971 : Salvador Dali et Max Ernst à propos de la gravure
- 1975 : Portrait du peintre Hucleux, sur le peintre Hucleux, 20 minutes
- 1974 : Regard sur la peinture abstraite, 6 courts-métrages dans le cadre de l'émission Ombre et lumière, couleurs, 52 minutes
- 1975 : Le Racisme ou les Migrants (diffusé en trois parties)
- 1977 : Alchimie de Chagall, sur le peintre Marc Chagall durant son travail sur les vitraux de la cathédrale de Reims, 48 minutes
- 1978 : À la recherche de Georges Mathieu, sur le peintre Georges Mathieu
- 1979 : À la racine de l’écriture, il y a l’être humain, sur les signes d'écriture kanji, 35 minutes, prix spécial du Jury au Festival de Tokyo
- 1979 : Mario Prassinos, sur le peintre Mario Prassinos (1916-1985), série Ombre et lumière, avec la voix de Jean Topart
- 1980 : Les alliés du poète : René Char, sur le poète René Char, 25 minutes
- 1982 : Espaces à vivre, sur la ville d'Évry, 40 minutes
- 1983 : Série Art - Obscurité - Clairvoyance / L'Œil et la Main, sur une confrontation du travail des photographes Hélène Théret et Denis Brihat, et des peintres Constantin Byzanthios et Jean-Max Toubeau, 26 minutes
- 1983 : Série Art - Obscurité - Clairvoyance / Trompe-l'œil, sur retour du trompe-l’œil dans l’avant-garde artistique, 26 minutes
- 1983 : Série Art - Obscurité - Clairvoyance / Du Vif au Vrai, sur le cheminement esthétique du peintre israélien Avigdor Arikha, 26 minutes
- 1989 : Arcanes et Demeures, sur le sculpteur Étienne-Martin, 51 minutes
- 1992 : Portail royal, sur la réhabilitation du portail de la cathédrale de Provins par le sculpteur Georges Jeanclos, 26 minutes
- 1993 : Visite privée, sur l'artiste peintre portugaise Vieira da Silva, 26 minutes
- 1993 : Manessier. Une Leçon des Ténèbres, sur le peintre Alfred Manessier, 26 minutes
- 1993 : Les Fils du vent, sur le peuple gitan
- 1994 : Le Film du temps, sur la peintre portugaise Vieira da Silva, 52 minutes
- 1995 : La Bible d'Amiens, sur la cathédrale d'Amiens, 37 minutes
- 2000 : Témoignage, sur la création à Lyon en 1936 du groupe Témoignage par le directeur de galerie Marcel Michaud, 52 minutes
- 2002 : 100 ans de souvenirs, Madeleine Milhaud et la musique, sur les souvenirs artistiques de la comédienne Madeleine Milhaud, 52 minutes
- 2007 : Avis de recherche : André Marchand, sur le peintre André Marchand, 62 minutes

## Participations
- 1950 : Assistant rédacteur sur Le Sel de la terre, un documentaire de Georges Rouquier
- 1952 : Monteur sur Un jour comme les autres, un documentaire de Georges Rouquier

## Ouvrages
- 1969 : Boullee, Ledoux, Lequeu : Les Architectes revolutionnaires, sur les architectes Étienne-Louis Boullée, Claude Nicolas Ledoux et Jean-Jacques Lequeu, contemporains de la Révolution française

## Distinction
- 1979 : À la racine de l’écriture, il y a l’être humain, documentaire sur les signes d'écriture kanji, 35 minutes, Prix spécial du Jury au Festival de Tokyo